# Liste des îles de la ville de Venise

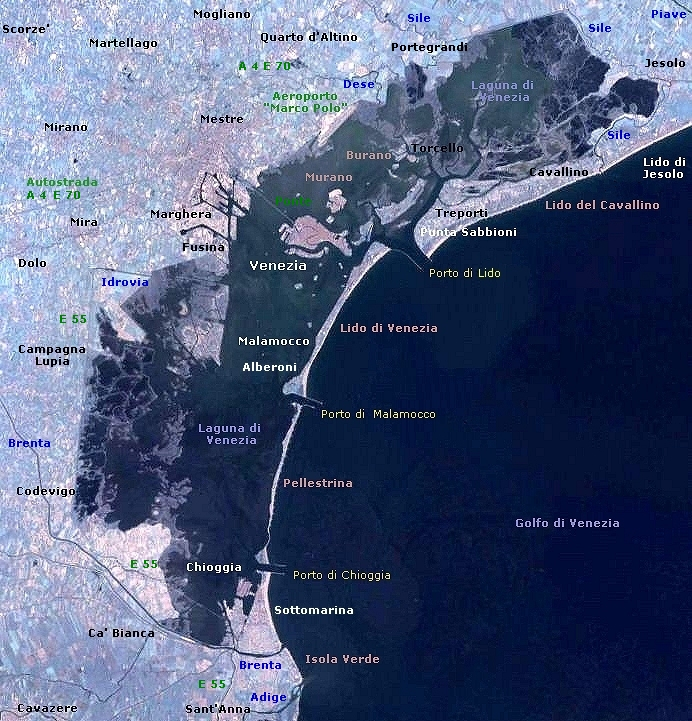
Vue satellite de la lagune de Venise ; les noms des principales îles sont également indiqués.

Cet article recense les îles de la ville de Venise, en Italie.
La lagune de Venise est une lagune de la mer Adriatique, dans laquelle la ville de Venise est située.
Chaque îlot enfermé entre rii est répertorié ci-dessous par sestiere.

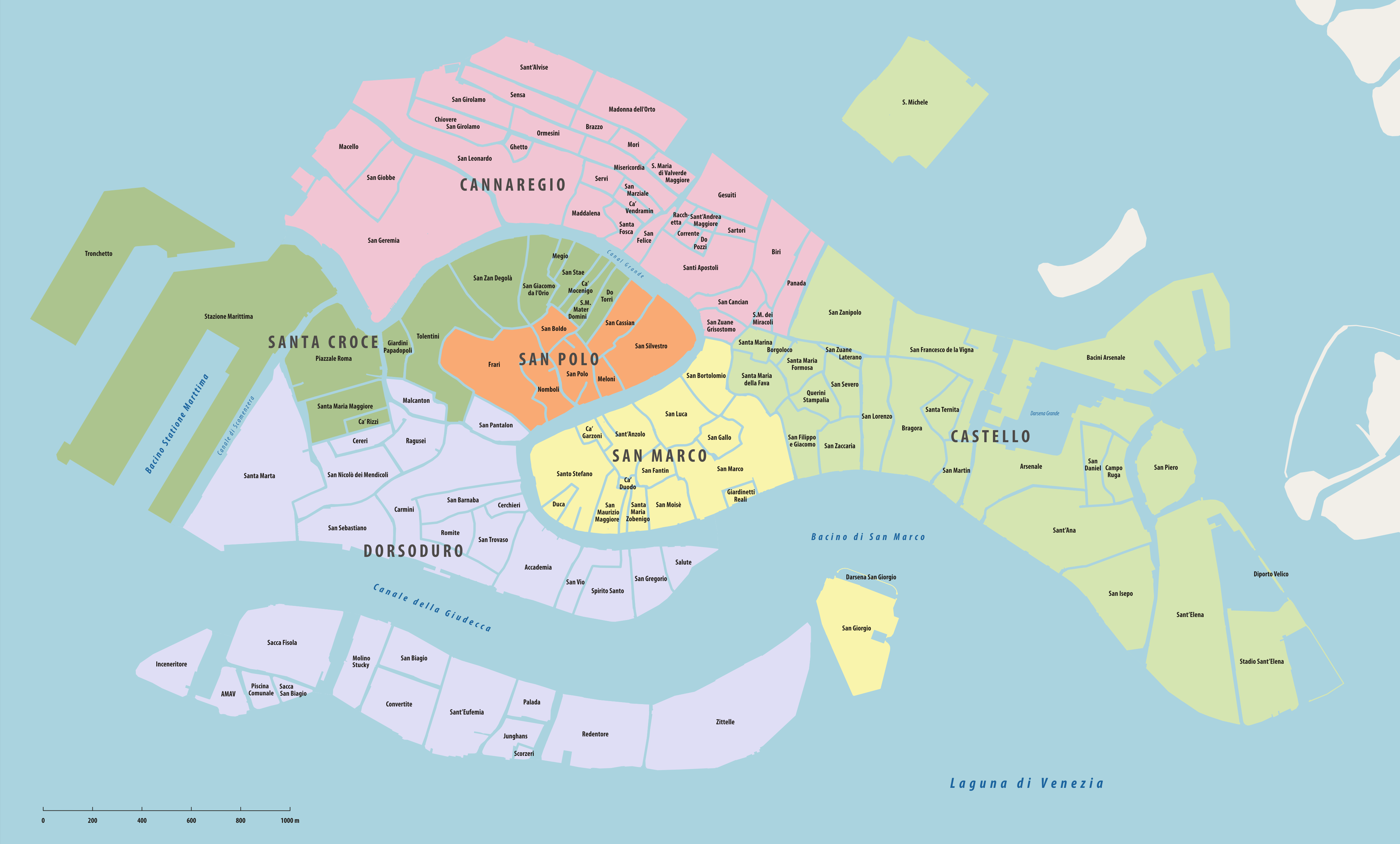

## citra

### Cannaregio (33)

#### À l'ouest du canal de Cannaregio
- San Giobbe
- Macello
- San Geremia

#### À l'ouest du canal de la Misericorde

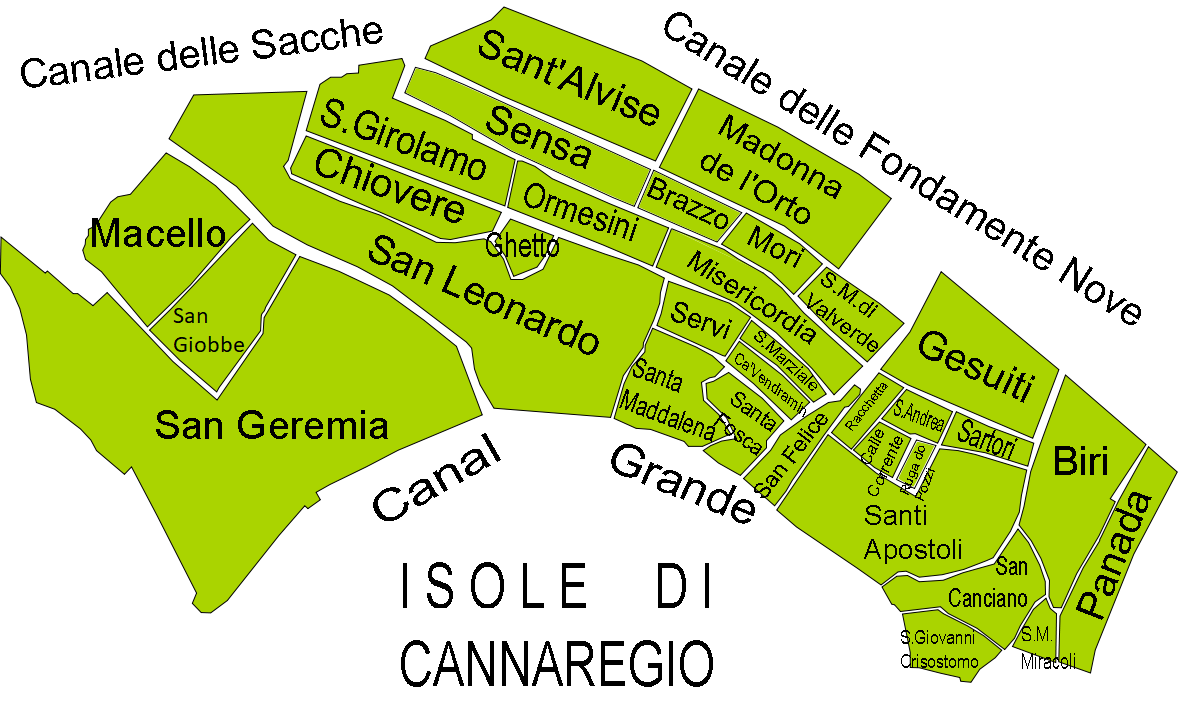

- Sant'Alvise
- Madonna de l'Orto
- Sensa
- Brazzo
- Mori
- Santa Maria di Valverde
- San Girolamo
- Ormesini
- Misericordia
- Chiovere San Girolamo
- Ghetto
- Servi
- San Marziale
- Ca'Vendramin
- San Leonardo
- Maddalena
- Santa Fosca
- San Felice

#### À l'est du canal de la Misericorde
- Gesuiti
- Biri
- Panada
- Racchetta
- Sant'Andrea Maggiore
- Sartori
- Corrente
- do Pozzi
- Santi Apostoli
- San Cancian
- Santa Maria dei Miracoli
- San Zuane Grisostomo

### Castello (26)

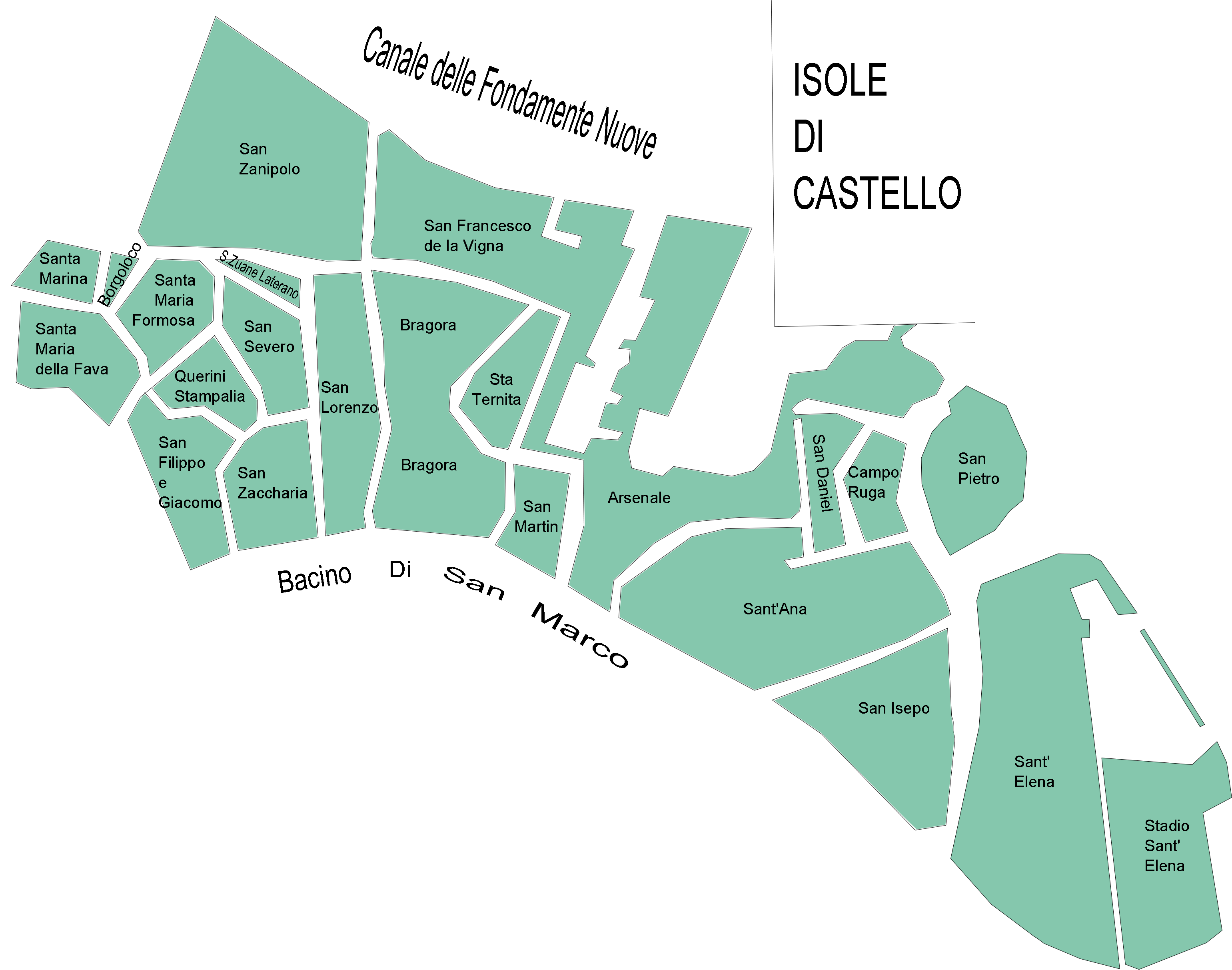

#### À l'ouest des rii Pietà - San Antonin - Santa Giustina
- San Zanipolo
- San Zuane Laterano
- Santa Marina
- Santa Maria della Fava
- Borgoloco
- Santa Maria Formosa
- Querini Stampalia
- San Filippo e Giacomo
- San Severo
- San Zaccharia
- San Lorenzo

#### À l'ouest de l'Arsenal
- Bragora
- San Francesco de la Vigna
- Santa Ternita
- San Martin
- Arsenale

#### À l'est de l'Arsenal
- Sant'Ana
- San Isepo
- San Daniel
- Campo Ruga
- San Piero
- Sant'Elena
- Stadio Sant'Elena
- Diporto Velico
- Bacini Arsenale

#### Nord
- San Michele

### San Marco (16)

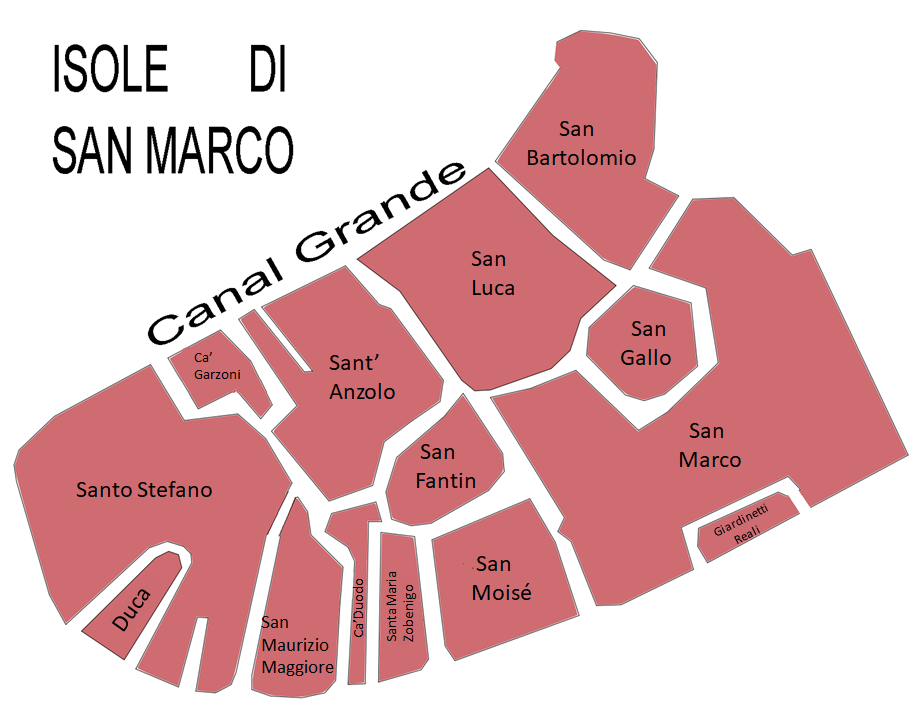

#### À l'ouest des rii San Luca - Barcaroli - San Moisé
- Santo Stefano
- Duca
- San Maurizio Maggiore
- Ca' Duodo
- Santa Maria Zobenigo
- San Moisé
- San Fantin
- Sant'Anzolo
- Ca' Garzoni

#### À l'est des rii San Luca - Barcaroli - San Moisé
- San Luca
- San Marco
- San Bortolomio
- San Gallo
- Giardinetti Reali

#### À l'est de Giudecca
- San Giorgio Maggiore
- Darsena San Giorgio

## ultra

### Dorsoduro (17+8+5=30)

#### Dorsoduro zone principale (17)

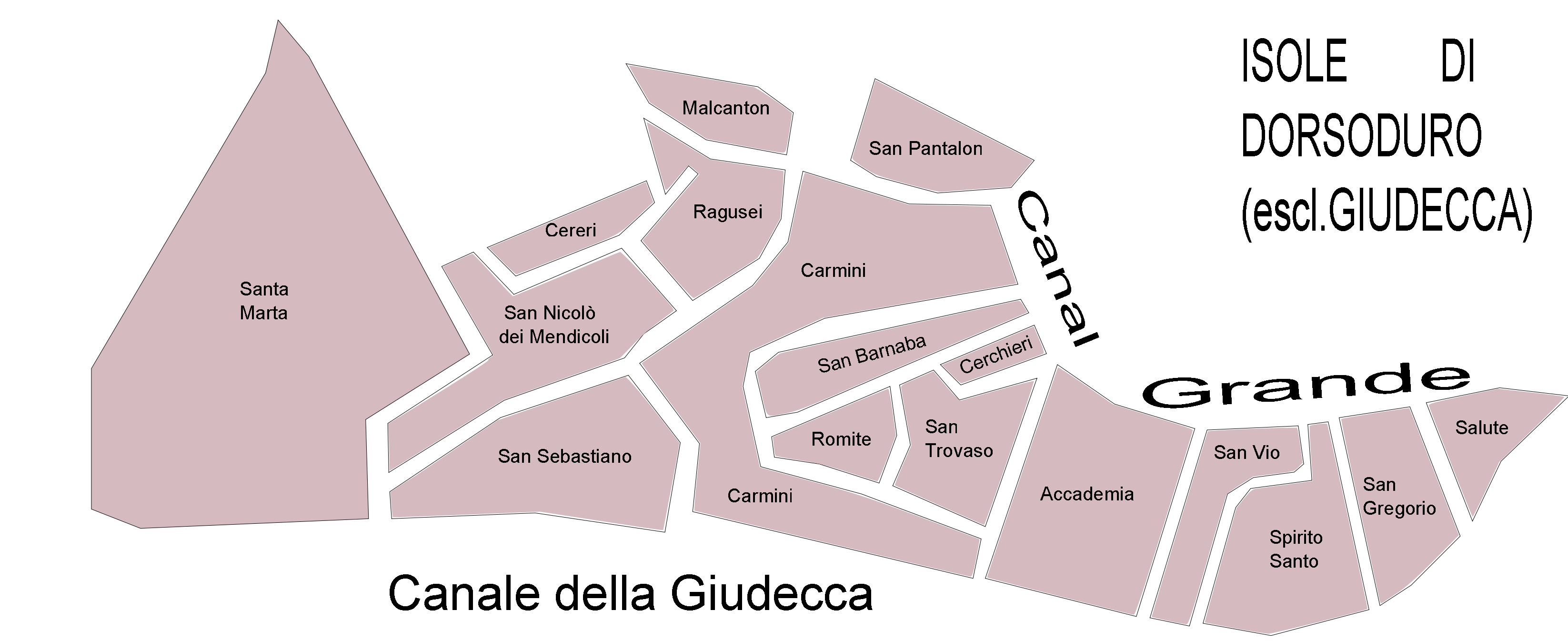

- Santa Marta
- Malcanton
- San Pantalon
- Ragusei
- Cereri
- San Nicolò dei Mendicoli
- San Sebastiano
- Carmini
- San Barnaba
- Romite
- Cerchieri
- San Trovaso
- Accademia
- San Vio
- Spirito Santo
- San Gregorio
- Salute

#### Giudecca (9)[1]
- Molino Stucky
- Convertite
- San Biagio
- Sant'Eufemia
- Junghans
- Scorzeri
- Palada
- Redentore
- Zittelle

#### Ouest de Giudecca (5)
- Sacca Fisola
- AMAV
- Piscina Comunale
- Sacca San Biagio
- Inceneritore

### San Polo (7)

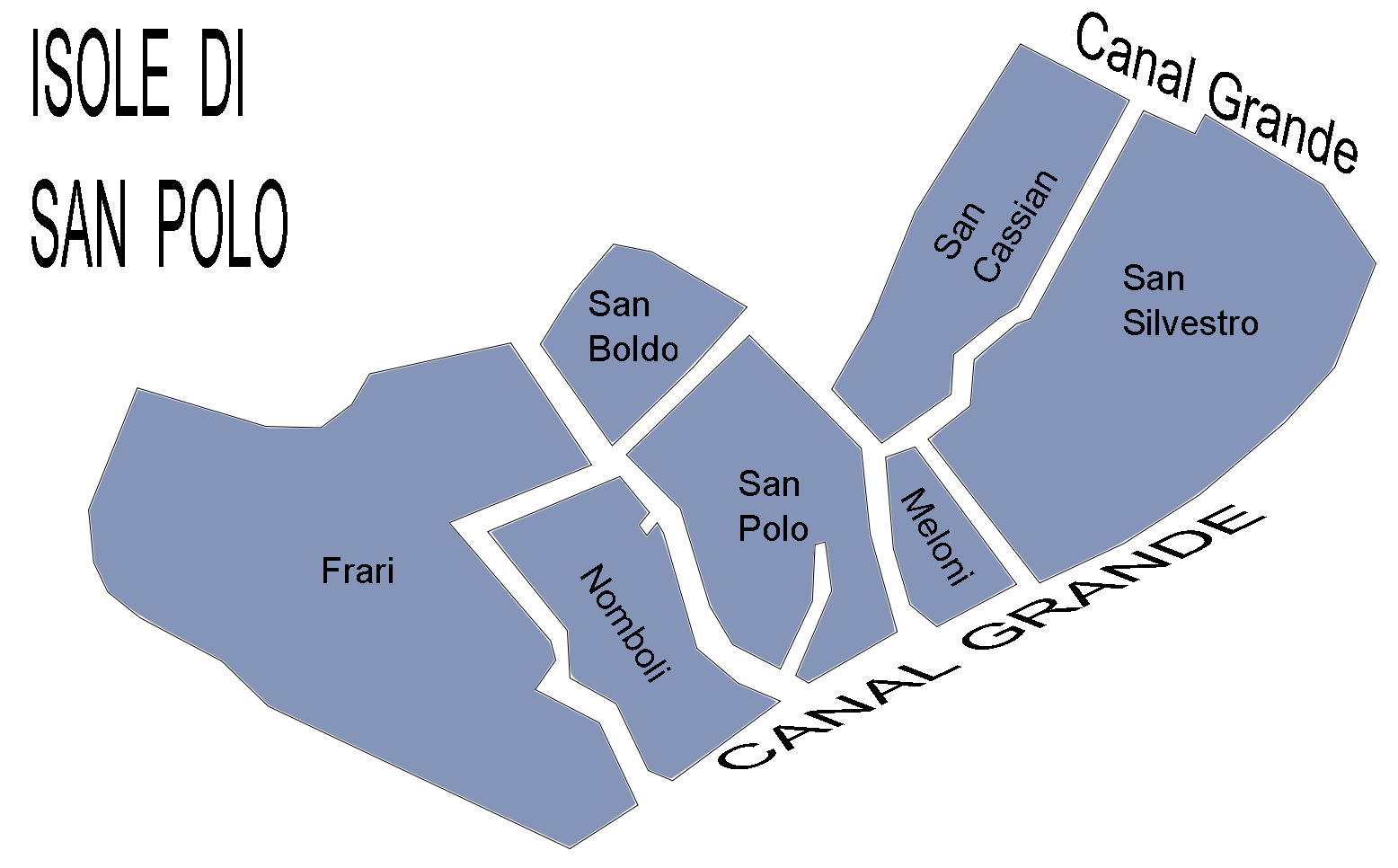

- Frari
- San Boldo
- San Polo
- Nomboli
- Meloni
- San Silvestro
- San Casian

### Santa Croce (14)

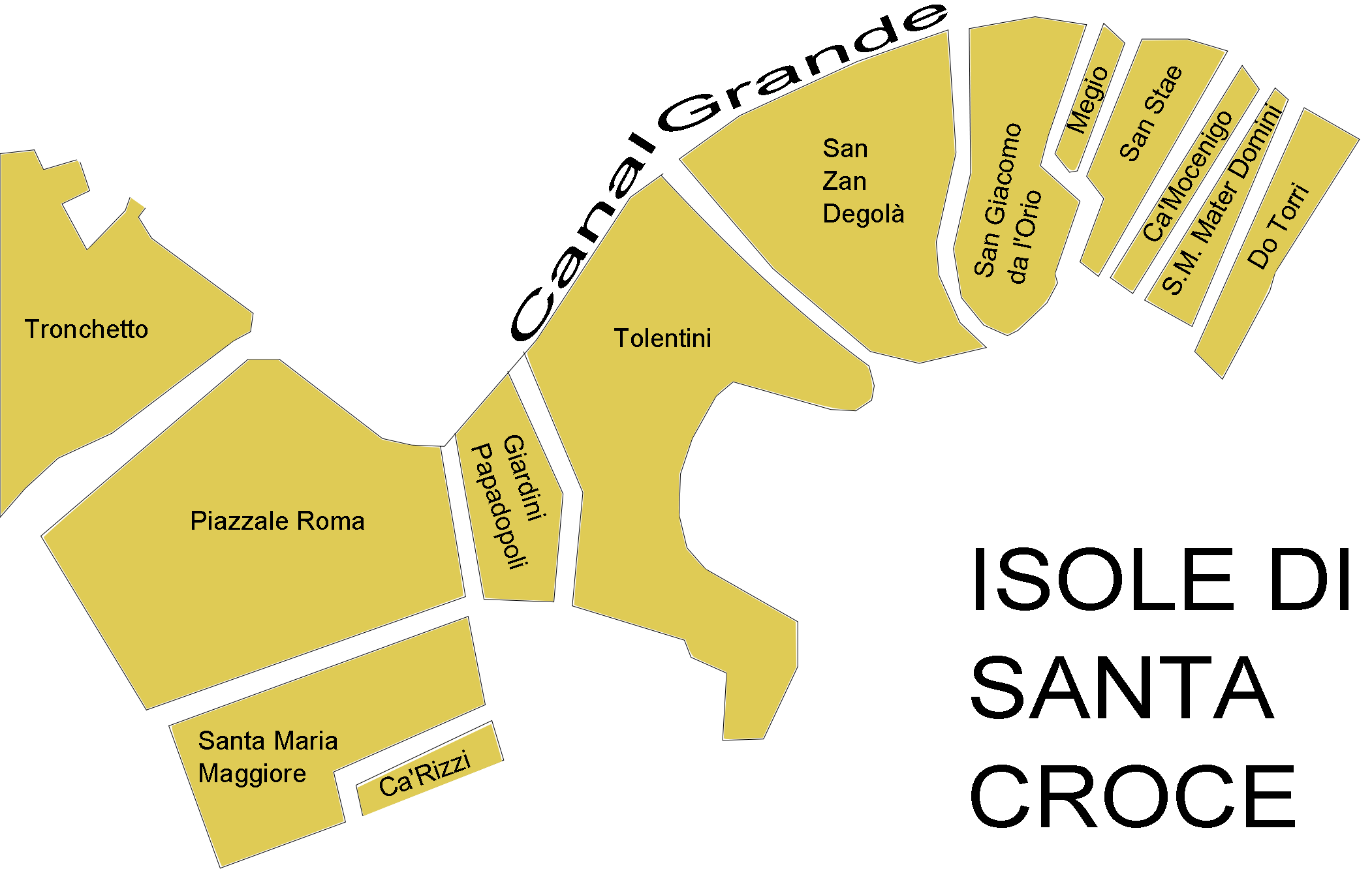

- Tronchetto
- Piazzale Tronchetto
- Piazzale Roma
- Santa Maria Maggiore
- Ca'Rizzi
- Giardini Papadopoli
- Tolentini
- San Zan Degolà
- San Giacomo da l'Orio
- Megio
- San Stae
- Ca'Mocenigo
- Santa Maria Mater Domini
- Do Torri